# Філоненко Максиміліан Семенович
Максиміліан Семенович Філоненко (1855, Житомир, Російська імперія — 1906, Санкт-Петербург, Російська імперія) — російський інженер, теоретик в області залізничних сполучень. Розробляв і впроваджував систему керування рухом поїздів без заздалегідь складеного розкладу руху. Батько російського революціонера Максиміліана Філоненка.

## Життєпис
У 1879 році закінчив повний курс фізико-математичного факультету Київського університету, в 1884 році закінчив Інститут інженерів шляхів сполучення в Санкт-Петербурзі з відзнакою.
По закінченні навчання п'ять років працював на будівництві і експлуатації залізниці в службі колій та споруд. В 1889 році, потрапив на Південно-Західну залізницю, де займався впорядкуванням руху потягів.
У 1893 був відряджений Міністерством шляхів сполучення Російської імперії з групою інженерів на два місяці до США для спеціального ознайомлення з системою руху на американських залізницях.

## Наукові роботи
- Филоненко, М. С. Плавучие элеваторы «Южно-русского общества плавучих элеваторов» / М. Филоненко. — Киев: тип.-лит. т-ва И. Н. Кушнерев и К° в Москве, Киев. отд-ние, 1898. — 12 с., 2 л. ил.; 24.
- Филоненко, М. С. Будущее освещение: [Электр. освещение] / М. Филоненко. — Киев: тип.-лит. т-ва И. Н. Кушнерев и К° в Москве, Киев. отд-ние, 1898. — 15 с. : ил.; 23.